# Institut Brasiler de Geografia i Estadística
IBGE (Instituto Brasileiro de Geografia e Estatística) és una fundació pública de l'administració federal del Brasil. Té atribucions lligades a les geociències i estadístiques socials, demogràfiques i econòmiques que inclou els censos.

## Història

### Antecedents
Abans de l'IBGE, l'any 1871 es va establir la Direcció General d'Estadística, subordinada al Ministeri de Negocis de l'Imperi del Brasil, i que va ser l'encarregat de realitzar el primer cens, l'any següent. Quan es va establir la República, la DGE també va passar a catalogar les actes de naixement, matrimoni i defunci; i va fer tres nous censos (el 1890, el 1900 i el 1920). Un any després de la Revolució de 1930, el govern Vargas va dissoldre la DGE, i els seus poders es van repartir entre els Ministeris.

### Fundació
La data oficial de creació de l'IBGE és el 29 de maig de 1936, quan es va regular l'Institut Nacional d'Estadística (INE), malgrat que ja hi havia un decret anterior (núm. 24.609, de 1934) que no va arribar a entrar en vigor. L'INE va ser fundat per un grup d'estudiosos liderats per Mário Augusto Teixeira de Freitas, que va veure la necessitat d'organitzar les dades estadístiques en un organisme centralitzat. Pel Decret núm. 1.527 (1937), també es va crear el Consell de Geografia del Brasil (CBG), integrat a l'INE, que havia de catalogar les dades geogràfiques del país.
L'IBGE, en el seu format actual, es va crear mitjançant el Decret-llei núm. 218 de 26 de gener de 1938, resultant de la integració de les competències de l'INE i del CBG en un sol òrgan.